# بول هوفمان (كرة سلة)
بول هوفمان (بالإنجليزية: Paul Hoffman)‏ مواليد 5 مايو 1925 - الوفاة 12 نوفمبر 1998، كان مدرب كرة سلة أمريكي ولاعب. بدأ مسيرته الاحترافية في سنة 1947. بلغ طوله 6 قدم 2 بوصة (1.9 م). اعتزل اللعب في 1955.

## المسيرة الاحترافية
لعب مع بالتيمور باليتس من 1947 إلى 1954، ثم لعب مع نيويورك نيكس في موسم 1954–1955، ثم لعب مع غولدن ستايت ووريورز في سنة 1955.

## روابط خارجية
- بول هوفمان على موقع إن بي أي (الإنجليزية)
- بول هوفمان على موقع سبورتس رفرنس (الإنجليزية)
- بول هوفمان على موقع ريلجم (الإنجليزية)
- بول هوفمان على موقع بروبوليرز (الإنجليزية)